# Epicephala spumosa
Epicephala spumosa là một loài bướm đêm thuộc họ Gracillariidae. Nó được tìm thấy ở Queensland.